# سیارک ۲۵۵۱۷
سیارک ۲۵۵۱۷ (به انگلیسی: 25517 Davidlau، نامگذاری:1999XD101) بیست و پنج هزار و پانصد و هفدهمین سیارک کشف شده‌است که در ۷ دسامبر ۱۹۹۹ کشف شد.
قدر مطلق سیارک برابر ۱۹.۵ است.